# Tony Peters
Tony Peters (* 1941 in Munsterbilzen; † 20. März 2012 in Herent) war ein belgischer Soziologe und Kriminologe, der als Professor für Kriminologie an der Katholieke Universiteit Leuven (KU Leuven) forschte und lehrte. Er amtierte von 2006 bis 2001 als Präsident der International Society of Criminology.

## Werdegang
Peters studierte von 1961 bis 1969 Soziologie und Kriminologie an der KU Leuven, wo er 1976 mit einer Dissertationsschrift über ungleiche Lebensbedingungen im Zentralgefängnis von Leuven promoviert wurde. Noch 1976 wurde er Dozent und später Professor an der KU Leuven. 2001 wurde er emeritiert.
Anfangs konzentrierte sich Peters auf Pönologie, wandte sich dann aber ab Mitte der 1980er-Jahre der Kombination von Pönologie und Viktimologie zu und gehörte zu den Pionieren der Restorative Justice. Er war unter anderem Mitbegründer des flämischen Netzwerkes für Restorative Justice (Oikonde, Justice Welfare Work Leuven, Suggnomè) und des Europäischen Forums für
Restorative Justice.

## Schriften (Auswahl)
- Herstelrecht tussen toekomst en verleden. Leuven University Press, Leuven 2001, ISBN 90-5867-180-1.
- Mit Arlène Gaudreault: La victimologie. Quelques enjeux. Les Presses de l’Université de Montréal, Montréal 2000, ISBN 978-2-7606-2347-7.
- Ongelijke levensvoorwaarden in de Centrale Gevangenis te Leuven. Acco, Leuven 1976.